# Delocheilus tookei
Delocheilus tookei är en skalbaggsart som beskrevs av Ferreira och Veiga-ferreira 1952. Delocheilus tookei ingår i släktet Delocheilus och familjen långhorningar. Inga underarter finns listade i Catalogue of Life.